# Forces armées royales thaïlandaises

Emblème du Ministère de la Défense thaïlandais.

Les Forces armées royales thaïlandaises (thaï : กองทัพไทย ; Kongthap Thai) sont les forces armées du royaume de Thaïlande.
Elles comportent 3 branches :
- l'Armée royale thaïlandaise (กองทัพบกไทย ; Kongthap Bok Thai) ;
- la Marine royale thaïlandaise (กองทัพเรือ, ราชนาวี ; Kongthap Ruea) ;
- la Force aérienne royale thaïlandaise (לกองทัพอากาศไทย ; Kongthab Akat Thai).

Elles disposent de milices paramilitaires comme le Thahan Phran fondé en 1978.
Leur rôle principal est de protéger la souveraineté et l'intégrité territoriale du royaume de Thaïlande.
Depuis 2004, elle est confrontée au terrorisme en raison du conflit dans le Sud de la Thaïlande.
Les militaires thaïlandais sont de longue date à la tête d'un empire très lucratif d'hôtels, parcours de golf, télévisions, terrains..., empire auquel le gouvernement entend mettre un terme,.
Les recrues sont majoritairement des volontaires, mais en raison d'un nombre encore trop faible de Thaïlandais voulant devenir soldats, le pays a mis en place une loterie militaire pour remédier à ce problème. À 21 ans, tous les hommes thaïlandais sont obligés de participer à cette loterie où ils tirent un ticket qui peut être rouge ou noir. Si le candidat tire un ticket noir, il est exempté. Si le candidat tire un ticket rouge, il doit rejoindre l'armée pendant 2 ans.